# Tratado Cañas-Juárez
O Tratado de Cañas-Juárez foi o tratado de fronteira assinado em Manágua em 6 de julho de 1857 por Gregorio Juárez Sacasa representando a Nicarágua e o General José María Cañas Escamilla representando a Costa Rica.
O tratado reconheceu o direito da Costa Rica à livre navegação no rio San Juan e estabeleceu seu curso como limite até um ponto localizado duas milhas inglesas antes da fortaleza chamada Castillo Viejo, e depois uma linha imaginária até a Baía de Salinas, no Oceano Pacífico.
Entretanto o tratado não foi ratificado pela Costa Rica, uma vez que o presidente costarriquenho Juan Rafael Mora buscava aproveitar-se da situação de debilidade em que se encontrava a Nicarágua como resultado da guerra contra os flibusteiros, para obter vantagens ainda maiores para o seu país.